# Авентин (митология)
Вижте пояснителната страница за други значения на Авентин.
Авентин (на латински: Aventinus) е син на Херкулес и жрецата Рея. Той е цар на аборигените и става бог.
Споменат е от Вергилий в неговата Енеида при боевете на Мецентий, митичният етруски цар на Цере (или Кере, Caere) и Еней.
Според Сервий той е убит по време на тази битка и е погребан на Авентин.